# アメリカのショッピング・モール

## アリゾナ州
- アリゾナ・ミルズ
- ビルトモア・ファッション・パーク（フェニックス）
- デザート・リッジ・マーケットプレイス（フェニックス）

## イリノイ州
- ウェストフィールド シカゴリッジ
- ウェストフィールド フォックス・バレー
- ウェストフィールド オークス・モール（スプリングフィールド）
- リンカーン・モール

## ノースダコタ州
- コロンビア・モール

## オクラホマ州
- クロスローズ・モール
- ペン・スクエア・モール

## オレゴン州
- セダー・ヒルズ・クロシング（ビーバートン）

## カリフォルニア州
- ウエストフォールドセンチュリー・プラザ（ロサンゼルス・センテュリー・シティ）
- ザ・グローブ・アット・ファーマーズ・マーケット（ロサンゼルス）
- デル・アモ・ファッション・センター（トーレンス）
- ビバリー・センター（ロサンゼルス・ビバリーヒルズ）

## コロラド州
- チェリー・クリーク・ショッピング・センター（デンバー）

## テキサス州
- サンセット・モール
- ノースウエスト・モール

## ハワイ州
- アラモアナセンター（オアフ島・ホノルル）

## ニュージャージー州
- ウエストフォールドガーデン・ステート・プラザ（バーゲン郡・パラマス）
- バーゲン・タウン・センター（バーゲン郡・パラマス）
- パラマス・パーク（バーゲン郡・パラマス）
- パリセード・センター（バーゲン郡・パラマス）
- ミツワマーケットプレイス（バーゲン郡・フォート・リー）

## ニューヨーク州
- ウッドベリー・コモン（オレンジ郡・ウッドベリー（英語版））
- ザ・ウェストチェスター（ウエストチェスター郡）
- ザ・ソース・アット・ホワイト・プレーンズ（ウエストチェスター郡）
- ザ・モール・アット・オイスターベイ（ロングアイランド）
- カルーセル・センター
- ダッチェス・モール（ダッチェス郡・フィッシュキル）
- デスティニーUSA（オノンダガ郡・シラキュース）
- ナニュエット・モール（ロックランド郡・ナニュエット）
- ロックフェラー・センター（ニューヨーク・シティ）

## ニューメキシコ州
- コットンウッド・モール（アルバカーキ）
- サンタ・フェ・プレイス

## ネバダ州
- ファッション・ショー・モール（ラスベガス）
- ミラクル・マイル・ショップス（ラスベガス）
- フォーラム・ショップス・アット・シザース（ラスベガス）

## ミシガン州
- アーバーランド・センター（アナーバー）

## ミズーリ州
- バトルフィールド・モール
- セント・ルイス・ギャラリア
- ザ・トレイルズ

## ミネソタ州
- モール・オブ・アメリカ（ミネアポリス・ブルーミントン）